# 奐
奐（かん、生没年不詳）は、中国戦国時代に秦に仕えた軍人または政治家。姓は不明。昭襄王の時代、楚との戦の記録にその名が見られる。

## 経歴
昭襄王6年（紀元前301年）、庶長の奐が楚を攻め2万の首を取った。
昭襄王9年（紀元前298年）、奐が楚を攻め8城を取る。